# Измельчённая древесина

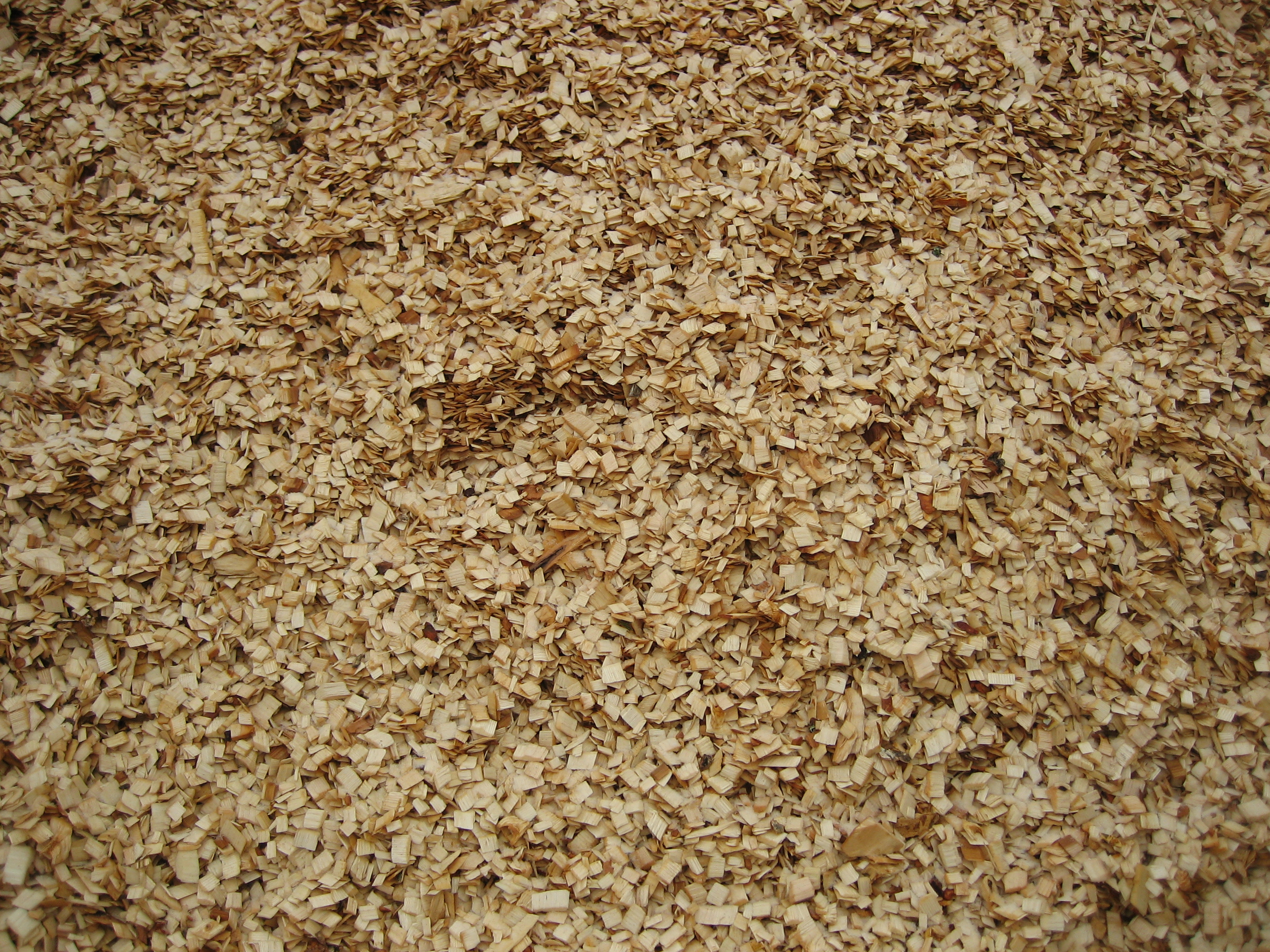
Целлюлозная щепа

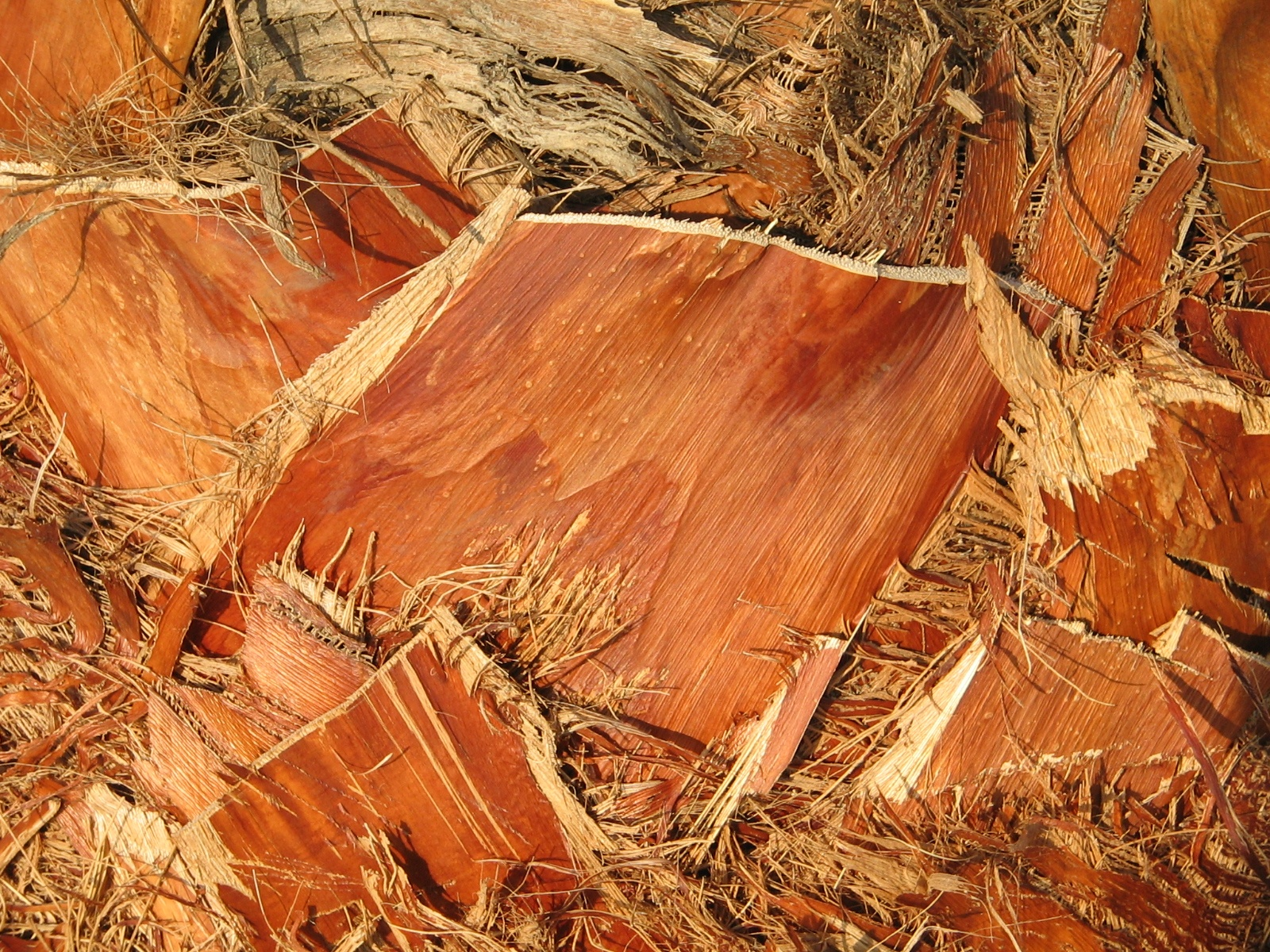
Щепа

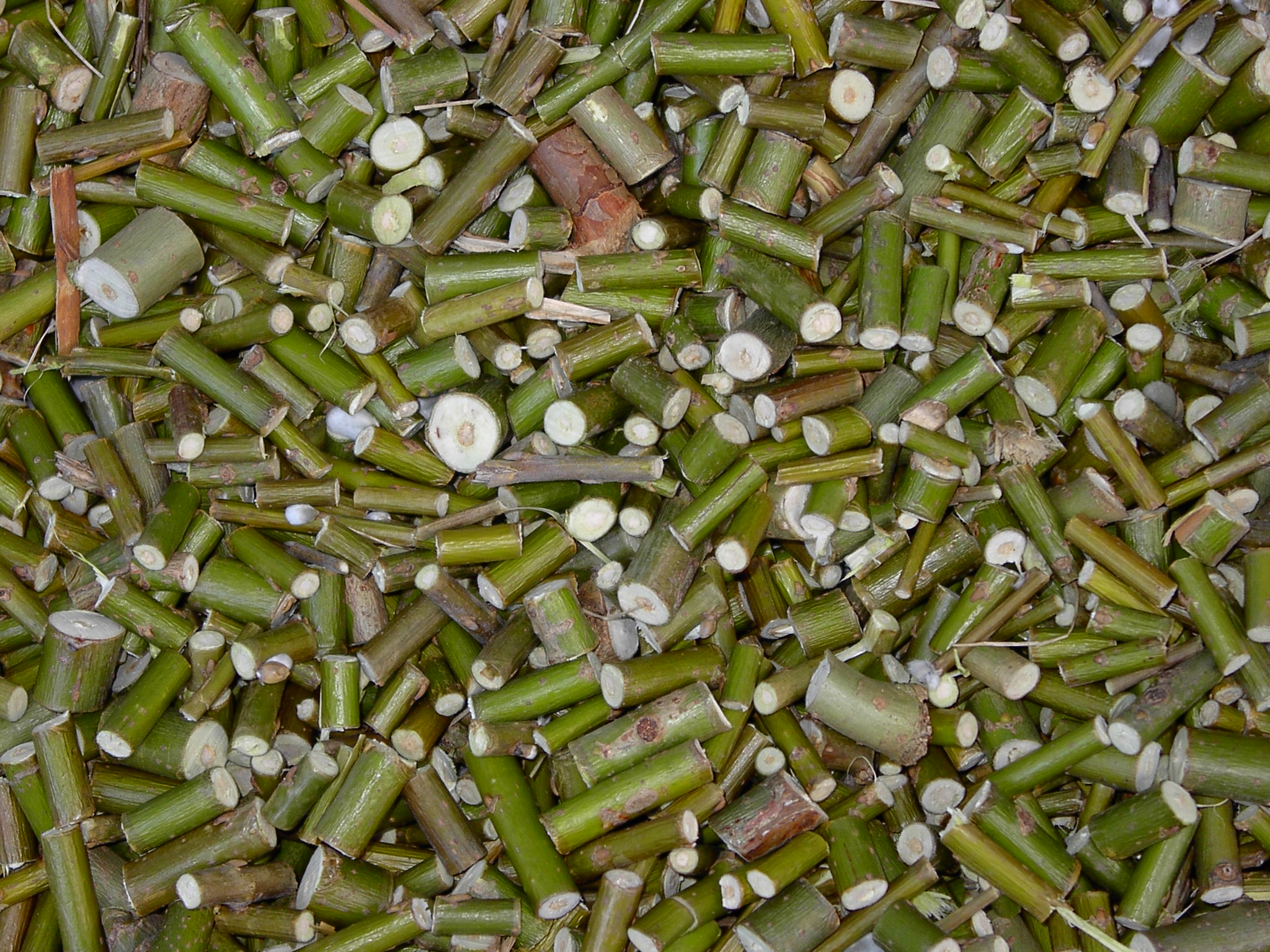
Дроблёнка

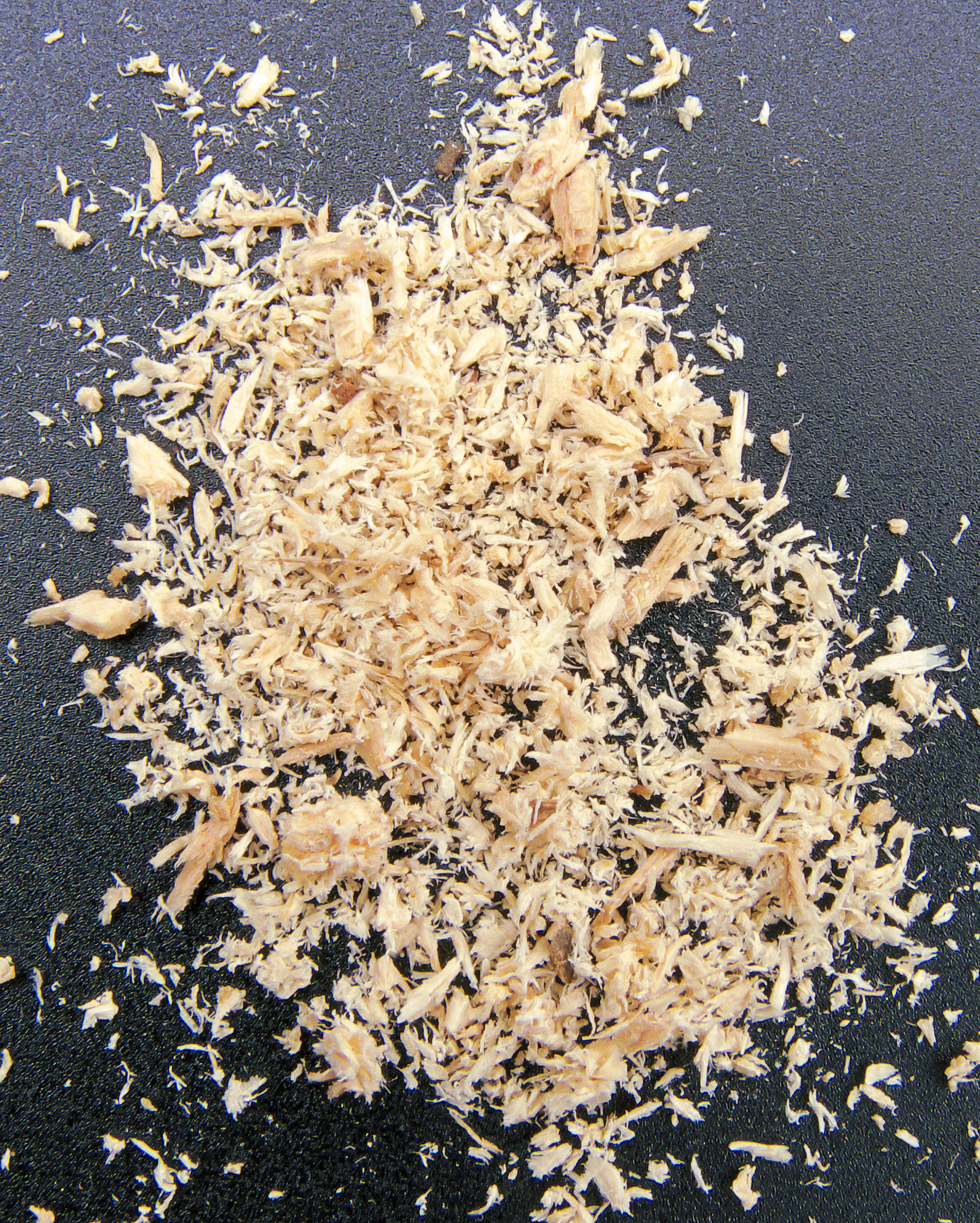
Опилки

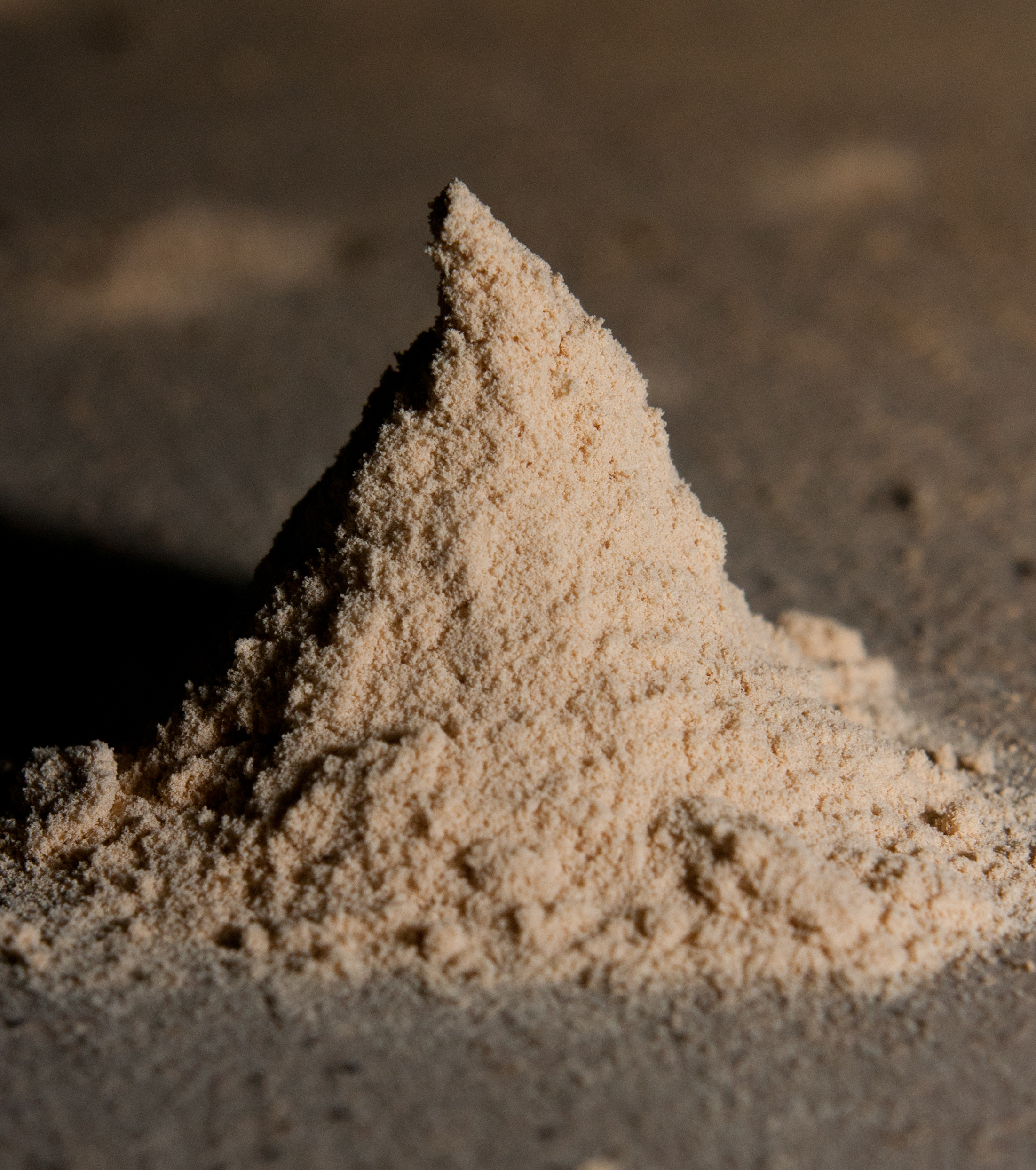
Древесная мука

Измельчённая древеси́на — древесные частицы различной формы и величины, получаемые в результате механической обработки, а именно: щепа, дроблёнка, стружка, опилки, древесная мука, древесная пыль.
После измельчения древесные частицы проходят сортировку по фракциям, в результате чего отбирается кондиционная фракция, размеры которой соответствуют требованиям, предъявляемым к измельчённой древесине, в зависимости от её дальнейшего назначения. Часто измельчённая древесина является отходами лесозаготовок и деревообработки. Применяется для изготовления древесных плит: ДВП, ДСтП, ЦСП; служит сырьём для выработки целлюлозы и используется как топливо для котельных.

## Классификация
- Древесные частицы — частицы, полученные в результате измельчения древесного сырья[2].
- Щепа́ — измельчённая древесина установленных размеров, получаемая в результате измельчения древесного сырья рубильными машинами и специальными устройствами, используемая в качестве технологического сырья или топлива:
  - технологическая щепа — щепа для производства целлюлозы, древесных плит и продукции лесохимических и гидролизных производств. Производится из тонкомерного круглого древесного сырья диаметром 2-6 см и длиной 1,0-3,0 м с градацией 0,5 м и предельными отклонениями по длине ±5 см. В сырье не допускаются: гнили (ядровая, заболонная и наружная трухлявая) и обугленность; устанавливаются ограничения на кривизну: простая допускается со стрелой прогиба до 10 %, сложная — до 5 %; остальные пороки древесины допускаются. Высота оставляемых сучков не должна превышать более 1 см. В зависимости от продукции, вырабатывающейся из технологической щепы, устанавливается допустимое содержание в ней разных пород древесины;
  - зелёная щепа — щепа, содержащая примеси коры, хвои и (или) листьев;
  - топливная щепа — щепа для производства тепловой энергии.

- Дроблёнка — древесные частицы, полученные при измельчении древесины на дробилках и молотковых мельницах.

- Древесная стружка — тонкие древесные частицы, образующиеся при резании древесины.
- Древесные опилки — мелкие частицы древесины, образующиеся как отходы пиления;
  - технологические древесные опилки — опилки, пригодные для производства целлюлозы, древесных плит и продукции лесохимических и гидролизных производств.

- Древесная мука — древесные частицы заданного гранулометрического состава, полученные путём сухого механического размола древесины;
  - витаминная мука из древесной зелени — изготовляется из хвои, листьев, неодревесневших побегов (ветвей) и почек.
- Древесная пыль — несортированные древесные частицы, размером менее 1 мм.